# Starszy plutonowy
Starszy plutonowy (st. plut.) – były stopień wojskowy w korpusie podoficerów Sił Zbrojnych Rzeczypospolitej Polskiej.
Stopień starszego plutonowego został wprowadzony w Siłach Zbrojnych RP 24 lutego 1996 roku, kiedy weszła w życie ustawa z dnia 9 listopada 1995 roku o zmianie ustawy o służbie wojskowej żołnierzy zawodowych oraz niektórych innych ustaw.
W Marynarce Wojennej równorzędnym był stopień starszego bosmanmata. Żołnierze posiadający stopień starszego plutonowego (starszego bosmanmata) byli podoficerami starszymi.
Na podstawie ustawy z dnia 11 września 2003 roku o służbie wojskowej żołnierzy zawodowych, z dniem 1 lipca 2004 roku żołnierze zawodowi i żołnierze rezerwy posiadający stopień starszego plutonowego (starszego bosmanmata), jeżeli nie zostali mianowani na wyższy stopień wojskowy, zachowali posiadane stopnie dożywotnio przy czym, żołnierze rezerwy powołani do czynnej służby wojskowej mieli występować w stopniu plutonowego (bosmanmata) i być traktowani, jako posiadający taki stopień w zakresie wszelkich uprawnień i obowiązków. W praktyce chodziło o obniżenie kosztów osobowych związanych z powołaniem żołnierzy rezerwy do służby czynnej.
Na podstawie ustawy z dnia 11 października 2013 roku o zmianie ustawy o służbie wojskowej żołnierzy zawodowych oraz niektórych innych ustaw, z dniem 1 stycznia 2014 roku stopień starszego plutonowego (starszego bosmanmata) został zniesiony. Podoficerowie zawodowi, żołnierze rezerwy oraz osoby niepodlegające obowiązkowi służby wojskowej posiadający stopnie wojskowe starszego plutonowego (starszego bosmanmata) zostali mianowani z dniem 1 stycznia 2014 roku na stopień sierżanta (bosmana).